# Marie-Anne Reubell
Pour l’article homonyme, voir Reubell.
Marie-Anne Reubell, née Mouhat en 1752 ou 1759 à Colmar, appelée également Anna-Maria ou Anne-Marie, et morte le 8 février 1813 à Colmar, est l'épouse de Jean-François Reubell, président du Directoire (1795-1799).
La légende veut que Barras lui aurait emprunté ses prénoms pour les réunir et en nommer Marianne, le symbole de la République. 

## Biographie
Marie-Anne est née selon les sources en 1752 ou en 1759. Elle est la troisième fille de Jean-Jacques Mouhat, né le 2 novembre 1729.
Son père est issu d'une ancienne famille terrienne. Il deviendra procureur général au Conseil souverain, à Grandvillars . Sa mère, Françoise Papigny, est issue d'une famille bourgeoise originaire de Toul, mais installée à Colmar. Elle reçut «une éducation soignée, mais sévère».
Son oncle Antoine Mouhat (1710-1789) est curé de la paroisse de Delle pendant plus de quarante ans.
Le 7 octobre 1775, elle épouse, à l'âge de 23 ans, Jean-François Reubell, alors jeune avocat.
Les Reubell ont deux fils : Jean-Jacques et François-Xavier .
En 1777, naît le premier de ses deux fils, Jean-Jacques  qui devient adjudant général et que Joséphine de Beauharnais aurait voulu voir épouser sa fille Hortense. Il épouse Henriette Pascault de Poléon, fille de Louis Pascault de Poléon, ainsi que (en premières ou secondes noces ?) K. "Betty" Patterson, cousine d'Elizabeth Patterson, femme de Jérôme Bonaparte.
Le cadet, François-Xavier  est né le 6 janvier 1780.
Élu député du Tiers état de Colmar, son mari s'installe dès 1789 à Versailles. Rien n'indique qu'Anne-Marie l'ait rejoint à ce moment « où il partageait un logement avec d'autres Alsaciens pour réduire les frais ».
Quelque temps plus tard, ils font l'acquisition d'une maison à  Arcueil où Jean-François Reubell rentre chaque soir après sa journée au Palais du Luxembourg pendant ses mandats à la tête du Directoire, de 1795 à 1797. Elle devient l'équivalent d'une « première dame » de France.
C'est en 1797, que Paul Barras l'aurait rencontrée. L’illustre collègue de son époux, alors au gouvernement, l’aurait abordée lors d’une réception en ces termes : « Votre prénom sied à la République autant qu’à vous-même » . Le directeur aurait alors proposé de contracter ces deux prénoms en un seul : « Marianne » . 
Après la chute politique de son époux et à force d'éponger les dettes de leur fils cadet,, les Reubell durent vendre la plupart de leurs biens (maison d'Arcueil, appartement parisien, la plupart des propriétés alsaciennes). 
Au décès de son mari en février 1807, Marie-Anne doit se résoudre à quitter Colmar pour vivre dans leur dernière propriété, le presbytère de Sigolsheim acquis en 1791, au moment de la vente des biens nationaux.
Elle retrouve son père, sa sœur, Charlotte Rapinat, et sa nièce Madeleine Charlotte Caroline, installés au château de l'Oberhof à Sigolsheim .
Elle vit pauvrement, comme le constate Félix Desportes, préfet du Haut-Rhin, qui intervient pour lui obtenir une rente.
En 1811, elle reçoit une pension de 3 000 francs, montant porté à 6 000 francs par Napoléon en personne,  pour l'implication politique de son mari qu'il tenait en haute estime et qu'il jugeait être le seul parmi les Directeurs capable d'être à la tête de l'Etat.
Elle décède en 1813.